# Шнайдер, Хорст
Хорст Шнайдер (нем. Horst Schneider) — австрийский биатлонист, участник зимних Олимпийских игр 1968 года.

## Карьера
Международный дебют австрийца состоялся на чемпионате мира 1966 года, проходившем в ФРГ в Гармиш-Партенкирхене. В индивидуальной гонке он занял 50-е место, а в эстафете — 8-е. Через год на чемпионате мира, состоявшемся в ГДР в Альтенбере, в индивидуальной гонке достиг своего лучшего результата в карьере — 32-го места, а в составе эстафеты стал 13-м.
Пиком карьеры стали зимние Олимпийские игры 1968 года, которые проходили во французском Гренобле. В индивидуальной гонке, показав 51-е время прохождения 20-километровой дистанции и совершив 9 промахов на огневых рубежах, в итоге стал 47-м из 59-ти финишировавших участников. В эстафете вместе с Паулем Эрнстом, Адольфом Шервитцлем и Францем Феттером занял 11-е место.

### Участие в Чемпионатах мира
| Год  | Место проведения       | Инд | Эст |
| 1966 | ЧМ Гармиш-Партенкирхен | 50  | 8   |
| 1967 | ЧМ Альтенберг          | 32  | 13  |

### Участие в Олимпийских играх
| Год  | Место проведения | Инд | Эст |
| 1968 | Гренобль         | 47  | 11  |